# Cantonul Brive-la-Gaillarde-Centre
Cantonul Brive-la-Gaillarde-Centre este un canton din arondismentul Brive-la-Gaillarde, departamentul Corrèze, regiunea Limousin, Franța.